# Emilio Treves
Emilio Treves (Trieste, 31 dicembre 1834 – Milano, 30 gennaio 1916) è stato un imprenditore, editore e giornalista italiano.

## Biografia
Nato e cresciuto a Trieste, al secolo parte ancora dell'Impero austro-ungarico, da una famiglia ebraica originaria del Piemonte e di fede politica liberale e monarchica, fu il terzo figlio maschio di Sabato Graziadio Treves, rabbino maggiore della comunità ebraica cittadina, e di Lia Montalcini. 
Nel 1854, a poco più di vent'anni, si trasferì a Parigi, città che lo conquistò per il fermento culturale che la caratterizzava. Per mantenersi, fece il corrispondente per il periodico milanese filosabaudo «Il Crepuscolo». Rimase nella Ville Lumière per due anni. Nel 1856 dovette fare ritorno a Trieste per la morte del padre e l'anno seguente rimase fermo perché dovette effettuare il servizio militare presso l'esercito asburgico.
Tornato alla vita civile, trovò lavoro come traduttore per la «Gazzetta ufficiale di Milano», critico dell'«Italia musicale» e notista per «L'Uomo di pietra». Verso la fine del 1857 si trasferì a Milano con l'intenzione di organizzare il trasferimento definitivo a Parigi. Invece si fermò definitivamente nel capoluogo lombardo. Esordì come giornalista per la Gazzetta di Milano. Il 1º gennaio del 1861 fondò in via Durini lo studio editoriale «Editori della Biblioteca utile», per la stampa di opere popolari e divulgative. Per sondare del mercato, pubblicò inizialmente una rivista, «Museo di famiglia». Avendo riscontrato che la divulgazione popolare suscitava interesse, fece uscire una collana di libri utili a basso prezzo, che chiamò «Biblioteca utile». Era formata da opere che introducevano il lettore a ogni branca del sapere. Nel 1863 si sposò con Suzette Thompson, una giovane inglese venuta a studiare musica in Italia. Dall'unione nacque la loro unica figlia, Maria.
In pochi anni la casa editrice ottenne un buon successo. Pubblicava sia libri (dopo la «Biblioteca utile» apparvero la «Biblioteca amena» - la prima collana di letteratura contemporanea pubblicata in Italia, la «Biblioteca dei viaggi» e la «Biblioteca delle meraviglie») sia riviste (al «Museo di famiglia» seguirono «Il Giornale popolare di viaggi», su cui Jules Verne pubblicò i suoi Viaggi straordinari, l'«Annuario scientifico» e il «Romanziere illustrato»). Nel 1869 avviò anche la pubblicazione di un quotidiano, il «Corriere di Milano». Assunse egli stesso la direzione; caporedattore fu il giovane Eugenio Torelli Viollier, colui che sarebbe poi divenuto il fondatore del «Corriere della Sera».
Nel 1870 il fratello minore Giuseppe (Trieste 1838 – Milano 1904) entrò nell'azienda come direttore finanziario. La ragione sociale fu modificata in Fratelli Treves.
Nel 1873 Treves fondò l'importante rivista «L'Illustrazione italiana», che diresse dal primo numero fino al 1887.
Treves fu il primo editore di alcuni tra i maggiori scrittori del verismo italiano. Scoprì il valore di Verga, Negri e De Amicis, con cui ebbe un sodalizio che durò quarant'anni. Cuore ebbe uno straordinario successo, raggiungendo nel 1887 la 22ª edizione e, nel 1889, la 72ª. Pubblicò anche opere di autori già famosi come Pirandello e D'Annunzio.
Nel 1882 partecipò alla fondazione della Società Italiana degli Autori (oggi SIAE). Da vicepresidente, nel 1908 fece introdurre il sistema di timbratura dei frontespizi ancora utilizzato per controllare la regolarità di un'edizione.
Nel 1904 la morte prematura del fratello lasciò Emilio solo nella conduzione della casa editrice. Un anno dopo lo affiancò il nipote Guido (figlio di un altro fratello: Enrico).
Nel 1907, all'età di 73 anni, Emilio Treves fu ritratto dall'amico pittore quarantottenne Vittorio Corcos. 
Morì il 30 gennaio 1916 a Milano.

## Archivio personale
Un carteggio con numerosi scrittori dell'epoca, relativo alla sua attività editoriale, è conservato presso la Biblioteca d'Arte del Castello Sforzesco.

## Opere

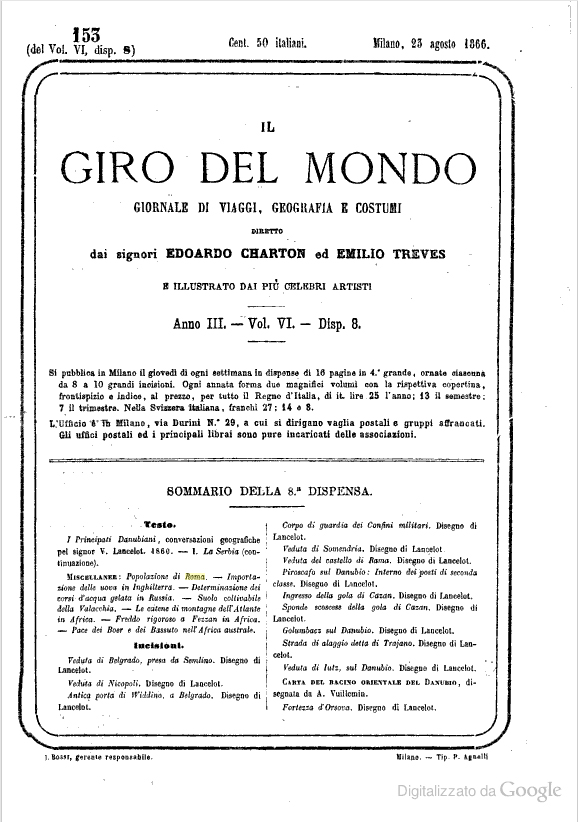
Frontespizio da Il Giro del Mondo vol VI, uscito a Milano il 25 agosto 1866.

Edoardo Charton ed Emilio Treves, Il Giro del mondo. Giornale di viaggi, geografia e costumi. Milano, 1865. 
La rivista uscì con il titolo Il Giro del mondo, giornale di viaggi, geografia e costumi, in dispense settimanali illustrate, delle quali, come si legge nel frontespizio, "Ogni annata forma due magnifici volumi con la rispettiva copertina". La prima serie uscì dal 1863 al 1874, ma tra il 1871 e il 1874 l'edizione passò alla Fratelli Treves, divenendo il Giornale popolare di viaggi; una "Nuova serie" di ulteriori 12 volumi fu pubblicata tra il 1874 e il 1880, dopodiché le pubblicazioni cessarono.
Versione digitalizzata (Università di Princeton):
- Volume 3 (1865);
- Volume 4 (1865);
- Volume 5 (1866);
- Volume 6 (1866);
- Volume 7 (1867);
- Volume 8 (1867).